# 长叶女贞
长叶女贞（学名：Ligustrum compactum）是木犀科女贞属的植物。分布在喜马拉雅山、印度以及中国大陆的云南、四川、西藏、湖北等地，生长于海拔680米至3,400米的地区，常生于密林中、山谷疏或灌丛中。

## 异名
- Ligustrum compactum (Wall. ex G. Don) Hook. f. et Thoms. ex Brandis var. velutinum P. S. Green